# Pygargue à tête grise
Pour les articles homonymes, voir Pygargue (homonymie).
Icthyophaga ichthyaetus
Espèce
Statut de conservation UICN

 NT  : Quasi menacé
Statut CITES
Le Pygargue à tête grise (Icthyophaga ichthyaetus) est une espèce de rapaces de la famille des Accipitridae.
|  |